# Аван (район)
40°12′54″ пн. ш. 44°34′43″ сх. д. / 40.215° пн. ш. 44.5786° сх. д.
Аван (вірм. Ավան վարչական շրջան) — один з 12 районів Єревана, столиці Республіки Вірменія. Спочатку стародавнє село на пагорбі на північно-східній околиці Єревана, Аван був заселений ще з дохристиянських часів. У XX столітті, під час радянського періоду, село було включено до складу столиці Єревана. Згідно з переписом 2011 року, населення Авану становить 53 231 особа. В Авані знаходиться найстаріша збережена церква Єревана, церква Катогіке Ціранавор, яка датується кінцем VI століття.

## Розташування
Аван розташований на пагорбах на північ від району Нор-Норк і на схід від Канакера. Аван межує з районами Арабкір і Канакер-Зейтун зі сходу і з районом Нор-Норк з півдня. З півночі та заходу межує з провінцією Котайк. Район знаходиться на висоті від 1250 до 1300 метрів, що майже на 250 метрів вище, ніж центр Єревана.
Район неофіційно поділяється на менші райони, такі як квартали Аван, Аван-Аріндж та Агі Ханк.
Завдяки своєму розташуванню на височині, Аван відомий серед районів Єревана своєю чистою атмосферою.